# Gerhard Bronner

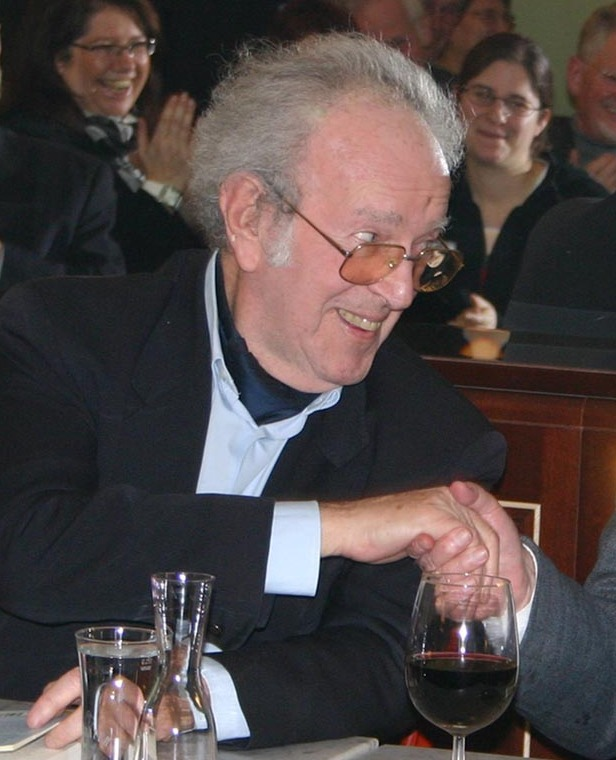
Gerhard Bronner in 2004

Gerhard Bronner (Wenen, 23 oktober 1922 - aldaar, 19 januari 2007) was een Oostenrijks componist, schrijver, muzikant en cabaretier, bekend door zijn bijdrage aan de Oostenrijkse cultuur na de Tweede Wereldoorlog.
Toen de Duitsers Oostenrijk binnenvielen, vluchtte Bronner naar Tsjechoslowakije en later naar Palestina waar hij zijn carrière startte. In 1948 keerde hij terug naar Wenen, waar hij oorspronkelijk maar een paar weken zou verblijven alvorens naar Londen te gaan. Maar hij koos Wenen als zijn permanente verblijf nadat hij een aanbod kreeg om er te werken.
Bronner nam een nachtclub over genaamd "Marietta-Bar", welke hij in een klein theater transformeerde. Daar verzamelde hij een groep van jonge artiesten die later vermaarde Oostenrijkse acteurs en cabaretiers werden. Onder hen was Helmut Qualtinger, voor wie Bronner vele nummers schreef. De twee verschenen ook samen in de "Travnicek"-dialogen.
Bronner overleed door een beroerte op 84-jarige leeftijd. Twee weken voor zijn dood had hij nog voor de laatste keer optreden. Deze show werd opgenomen en uitgezonden op de Oostenrijkse televisie.